# Noah Martin
Noah Martin, född 26 juli 1801 i Epsom i New Hampshire, död 28 maj 1863 i Dover i New Hampshire, var en amerikansk politiker (demokrat). Han var New Hampshires guvernör 1852–1854.
Martin efterträdde 1852 Samuel Dinsmoor Jr. som guvernör och efterträddes 1854 av Nathaniel B. Baker.